# Rocket (Galactik Football)
Rocket es un personaje de la serie de televisión francesa Galactik Football.

## Argumento
Sobrino de Aarch. Rocket, moreno y con rastas, fue capitán de los Snow Kids antes de un incidente que lo obligó a abandonar el equipo.Al principio su padre Norata se oponía a que entrara en el equipo, ya que estaba resentido con Aarch, pero al final le permite jugar, convirtiéndose Rocket en capitán. Él y el resto del equipo ganan la copa Galactik Football. Él es un fantástico medio campista, decidido a demostrar sus habilidades. Es novio de Tia. Es probablemente el mejor centrocampista de la galaxia, y orgulloso portador del número 5.
Durante la segunda temporada, Rocket es expulsado del equipo de los Snow Kids, ya que tras salvar a Tia usando el espíritu la Liga lo sanciona y él se marcha.Luego del incidente, se mete a un juego de football, el Netherball, administrado en secreto por Bleylock y su ayudante Harris, con Sinedd como cabeza visible. El juego es un uno contra uno clandestino entre estrellas dentro de la esfera, que recoge fluido para Bleylock. Tia lo vence y le retiran la sanción, así que siguiendo los consejos de Warren, estrella de los Lightnings, deja el Netherball y regresa a los Snow Kids a tiempo para ser importante y ganar de nuevo la copa.Sigue en el equipo durante la tercera temporada. Es un gran pensador de la técnica del football.